# The Clifford Brown Big Band in Paris
The Clifford Brown Big Band in Paris – album muzyczny amerykańskiego trębacza jazzowego Clifforda Browna, nagrany w 1953 z sekcją dętą big bandu Lionela Hamptona i grupą muzyków francuskich z pianistą Henrim Renaudem. 

## O albumie
Clifford Brown był jednym z muzyków, którzy w 1953 tworzyli zespół Lionela Hamptona podczas jego koncertowej trasy po Europie. W Paryżu przebywali przez prawie trzy tygodnie. Hampton zakazał członkom swego zespołu uczestniczenia w samodzielnych sesjach nagraniowych. Mimo zakazu, takie nagrania powstały już wcześniej w Szwecji. Paryż również był miejscem, gdzie muzycy Hamptona nagrywali poza zespołem. Zrobiła to właściwie cała sekcja instrumentów dętych i perkusista Alan Dawson, dla którego był to debiut nagraniowy. Brown uczestniczył w sesjach 28 i 29 września oraz od 8 do11 i 15 października 1953. Były one organizowane przez francuskiego pianistę Henriego Renauda, który zebrał w studiu pozostałych muzyków z Francji (głównie sekcje rytmiczne, choć nie tylko). Na płycie Big Band in Paris są nagrania z czterech z tych sesji. 
Aranżacje robił zarówno Gigi Gryce, Quincy Jones jak i Clifford Brown (każdy z nich opracowywał swoje kompozycje, a aranżacja "Chez Moi" jest przypuszczalnie – według Dana Morgernsterna – dziełem Gigi Gryce'a). Ostatni utwór na płycie, "nieznanego kompozytora", jest fragmentem jednej z wersji "Chez Moi", który zamieszczono z uwagi na solo wykonane przez Clifforda Browna.
W 1989 nagrania zremasteryzowano, a reedycja ukazała się w cyklu "Prestige Historical Recordings".

## Muzycy
Sesja z 28 września 1953 (obie wersje "Brown Skins" i "Keeping Up with Jonesy") :
- Clifford Brown – trąbka
- Art Farmer – trąbka
- Quincy Jones – trąbka
- Walter Williams – trąbka
- Fernand Verstraete – trąbka
- Fred Gerard – trąbka
- Jimmy Cleveland – puzon
- Bill Tamper – puzon
- Al Hayes – puzon
- Gigi Gryce – saksofon altowy
- Anthony Ortega saksofon altowy
- Clifford Solomon – saksofon tenorowy
- Henri Bernard – saksofon tenorowy
- Henri Joutat – saksofon barytonowy
- Henri Renaud – fortepian
- Pierre Michelot – kontrabas
- Alan Dawson – perkusja

Sesja z 9 października 1953 ("Bum's Rush"):
- Clifford Brown – trąbka
- Art Farmer – trąbka
- Quincy Jones – trąbka
- Walter Williams – trąbka
- Jimmy Cleveland – puzon
- Al Hayes – puzon
- Benny Vasseur – puzon
- Gigi Gryce – saksofon altowy
- Anthony Ortega – saksofon altowy
- Clifford Solomon – saksofon tenorowy
- Andre Dabonneville – saksofon tenorowy
- William Boucaya – saksofon barytonowy
- Henri Renaud – fortepian
- Pierre Michelot – kontrabas
- Jean-Louis Viale – perkusja

Sesja z 10 października 1953 ("Chez Moi" i "No Start, No End") :
- Clifford Brown – trąbka
- Jimmy Cleveland – puzon
- Gigi Gryce – saksofon altowy
- Clifford Solomon – saksofon tenorowy
- Henri Renaud – fortepian
- Jimmy Gourley – gitara
- Pierre Michelot – kontrabas
- Jean-Louis Viale – perkusja

Sesja z 11 października 1953 (obie wersje "All Weird"):
- Clifford Brown – trąbka
- Jimmy Cleveland – puzon
- Gigi Gryce – saksofon altowy
- Anthony Ortega – saksofon altowy
- Clifford Solomon – saksofon tenorowy
- William Boucaya – saksofon barytonowy
- Quincy Jones – fortepian
- Marcel Dutrieux – kontrabas
- Jean-Louis Viale – perkusja

## Lista utworów
Strona A
| 1. | "Brown Skins" (Take 1) (Gigi Gryce)              | 6:04  |
|    |                                                  |       |
| 2. | "Brown Skins" (Take 2) (Gigi Gryce)              | 6:07  |
|    |                                                  |       |
| 3. | "Keeping Up with Jonesy" (Take 1) (Quincy Jones) | 7:05  |
|    |                                                  |       |
| 4. | "Keeping Up with Jonesy" (Take 2) (Quincy Jones) | 6:27  |
|    |                                                  |       |
|    |                                                  | 25:43 |
|    |                                                  |       |
Strona B
| 5. | "Bum's Rush" (Quincy Jones)                                     | 3:10  |
|    |                                                                 |       |
| 6. | "Chez Moi" (Gerry Goffin, Carole King, Rudi Revil, Mya Simille) | 7:50  |
|    |                                                                 |       |
| 7. | "All Weird" (Take 1) (Clifford Brown)                           | 5:17  |
|    |                                                                 |       |
| 8. | "All Weird" (Take 2) (Clifford Brown)                           | 1:55  |
|    |                                                                 |       |
| 9. | "No Start, No End" (unknown)                                    | 3:57  |
|    |                                                                 |       |
|    |                                                                 | 22:09 |
|    |                                                                 |       |

## Informacje uzupełniające
- Producent reedycji – Don Schlitten
- Mastering – Phil De Lancie
- Tekst (nota) do płyty – Dan Morgernstern
- Łączny czas nagrań – 48:12